# 六羟基-1,4-萘二醌
六羟基-1,4-萘二醌（或称为棘色素E，Spinochrome E）是一种天然有机化合物，分子式C10H6O8，属于1,4-萘醌衍生的多酚，存在于一些海洋动物的棘刺、貝殼中。